# Magdalenaeufonia
Magdalenaeufonia (Euphonia concinna) är en fågel i familjen finkar inom ordningen tättingar.

## Utseende
Magdalenaeufonian är liksom övriga arter i släktet en liten och kompakt fink med relativt kort stjärt. Hanen är mörkt stålblå ovan och fylligt gul under, med gult även på främre delen av hjässan. Strupen är helmörk, liksom undersidan av stjärten. Honan är mattare olivgrå ovan och gul under, med gult på pannan. Den kan förväxlas med orangebukig eufonia, men hanen av den arten har vitt under stjärten och honan är gråare under.

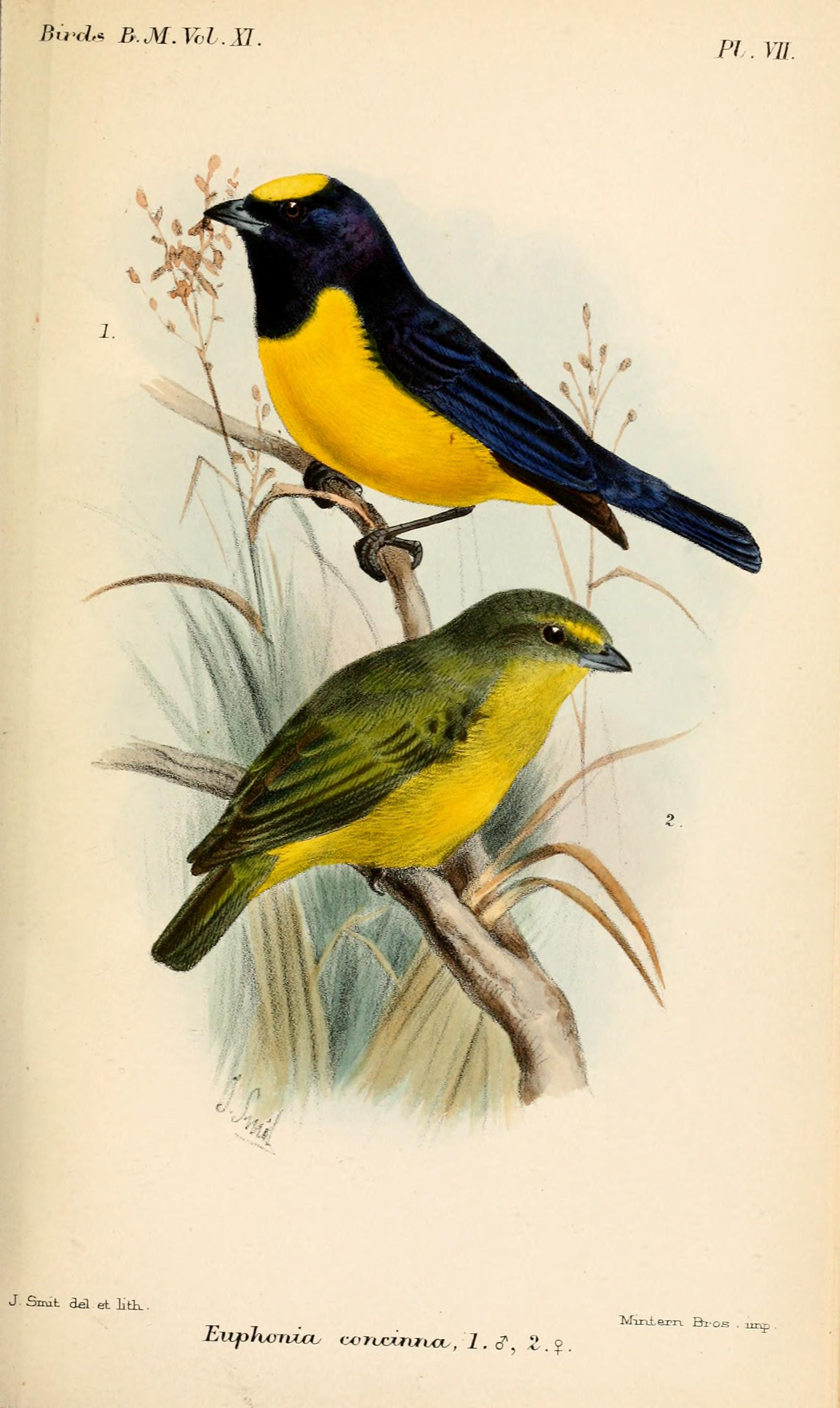
Illustration av hane och hona magdalenaeufonia.

## Utbredning och systematik
Fågeln förekommer enbart i västra Colombia, i övre Magdalenadalen. Den behandlas som monotypisk, det vill säga att den inte delas in i några underarter.

### Familjetillhörighet
Tidigare behandlades släktena Euphonia och Chlorophonia som tangaror, men DNA-studier visar att de tillhör familjen finkar, där de tillsammans är systergrupp till alla övriga finkar bortsett från släktet Fringilla.

## Levnadssätt
Magdalenaeufonian är en ovanlig fågel i öppna skogsmarker på 200 till 1000 meters höjd.

## Status
Trots det begränsade utbredningsområdet och det faktum att den minskar i antal anses beståndet vara livskraftigt av internationella naturvårdsunionen IUCN. 